# Aeropuerto Internacional de Chetumal
El Aeropuerto Internacional de Chetumal (Código IATA: CTM - Código OACI: MMCM - Código DGAC: CTM) está ubicado a 2 kilómetros de la Ciudad de Chetumal, en Quintana Roo, México, cerca de la frontera entre Belice y México. Es gestionado por Olmeca-Maya-Mexica, una empresa estatal de la Secretaría de la Defensa Nacional.

## Información
Fue incorporado a la Red ASA en 1974, cuenta con 230 hectáreas aproximadamente y su plataforma para la aviación comercial es de 13,140 metros cuadrados; además tiene dos posiciones y una pista de 2.2 kilómetros de longitud, apta para recibir aviones tipo Boeing 737 y Airbus A320. 
Posee estacionamiento propio, con capacidad de 102 lugares y ofrece los servicios de renta de autos y transportación terrestre.
Para 2021 Chetumal recibió a 279,525 pasajeros, mientras que en 2022 llegaron 374,152 pasajeros según datos publicados por Aeropuertos y Servicios Auxiliares.
Su horario oficial de operación es de las 7:00 a las 19:00.

## Servicios
- Cuenta con estacionamiento propio con capacidad de 102 lugares.
- Un café restaurante que funciona solo por las mañanas.
- Servicio de taxi y alquiler de autos.

## Expansión y renovación
El 22 de junio de 2019, Aeropuertos y Servicios Auxiliares anunció la inversión de $149 millones de pesos en la modernización del Aeropuerto Internacional de Chetumal la cual tendrá la construcción de una nueva torre de control y la modernización y ampliación de la terminal principal.
En diciembre de 2021 el control del aeropuerto fue transferido a la Secretaría de la Defensa Nacional (Sedena). En abril de 2022 se le entregó el control del aeropuerto a la empresa estatal Olmeca-Maya-Mexica, dependiente de la Sedena.

## Aerolíneas y destinos

### Pasajeros
| Destinos por aerolínea                                    | Destinos por aerolínea                  | Destinos por aerolínea | Destinos por aerolínea |
| Aerolínea                                                 | Destinos                                |                        |                        |
| --------------------------------------------------------- | --------------------------------------- | ---------------------- | ---------------------- |
| Aeroméxico                                                | Ciudad de México                        |                        |                        |
| Aeroméxico Connect                                        | Ciudad de México                        |                        |                        |
| Aerus                                                     | Cancún                                  |                        |                        |
| Mexicana de Aviación                                      | Ciudad de México–AIFA                   |                        |                        |
| Viva                                                      | Ciudad de México, Ciudad de México–AIFA |                        |                        |
| Volaris                                                   | Ciudad de México                        |                        |                        |
| Total: 3 destinos (nacionales), 6 aerolíneas (nacionales) |                                         |                        |                        |

### Destinos nacionales
Se presta servicio a 3 ciudades dentro del país a cargo de 4 aerolíneas.
| Cancún (CUN)           |   |   |   |   | • | 1 |
| Ciudad de México (MEX) | • | • | • |   |   | 3 |
| Ciudad de México (NLU) | • |   |   | • |   | 2 |
| Total                  | 2 | 1 | 1 | 1 | 1 | 3 |

## Estadísticas

### Tráfico anual
Según datos publicados por la Agencia Federal de Aviación Civil, en 2024 el aeropuerto recibió 403,337 pasajeros, un incremento del 34.01% con el año anterior. 
| Año  | Pasajeros Totales | cambio en % | Movimiento de carga (t) | Operaciones aéreas |
| 2006 | 93,533            | Sin cambios | 301                     | 6,274              |
| 2007 | 112,169           | 19.92%      | 321                     | 6,420              |
| 2008 | 121,316           | 8.15%       | 329                     | 6,623              |
| 2009 | 104,646           | 13.74%      | 195                     | 6,214              |
| 2010 | 95,687            | 8.56%       | 140                     | 5,296              |
| 2011 | 129,615           | 35.46%      | 114                     | 5,282              |
| 2012 | 156,838           | 21.00%      | 95                      | 5,553              |
| 2013 | 151,087           | 3.67%       | -                       | 4,454              |
| 2014 | 155,799           | 3.12%       | 24                      | 4,540              |
| 2015 | 179,377           | 15.13%      | 91                      | 4,728              |
| 2016 | 209,972           | 17.06%      | 99                      | 4,981              |
| 2017 | 275,610           | 31.26%      | 193                     | 6,297              |
| 2018 | 321,785           | 16.75%      | 1,345                   | 5,916              |
| 2019 | 368,332           | 14.47%      | 1,424                   | 5,623              |
| 2020 | 152,640           | 58.56%      | 43                      | 3,174              |
| 2021 | 279,525           | 83.13%      | 31                      | 4,452              |
| 2022 | 374,152           | 33.85%      | 397                     | 5,353              |
| 2023 | 335,088           | 11.25%      | 302                     | 4,735              |
| 2024 | 433,527           |             | 37                      | 4,659              |
| ---- | ----------------- | ----------- | ----------------------- | ------------------ |

## Aerolíneas que volaban anteriormente al AIC
| Aerolíneas                                                           |
| -------------------------------------------------------------------- |
| American Eagle, Aviacsa, Interjet, Mayair, MexicanaClick, Tropic Air |

## Tren Maya
La estación del Tren Maya será la estación que tendrá la ciudad de Chetumal, esta estará ubicado a un costado del aeropuerto.

## Accidentes e incidentes
- El 3 de marzo de 2021 una aeronave Piper PA-31-350 Navajo Chieftain con matrícula N640WA operada por Marc, Inc. que cubría un vuelo privado entre el Aeropuerto de Morelia y el Aeropuerto de Chetumal tuvo que realizar un aterrizaje forzoso cerca de la comunidad de Sergio Butrón Casas. Los dos ocupantes resultaron ilesos.[8][9][10]

## Aeropuertos cercanos
Los aeropuertos más cercanos son:
- Aeropuerto de Corozal (16 km)
- Aeropuerto de San Pedro (76 km)
- Aeropuerto de Cayo Corker (91 km)
- Aeropuerto Internacional Philip S. W. Goldson (107 km)
- Aeropuerto de Cayo Chapel (107 km)